# Europacup I 1966/67
De 12de editie van de Europacup I werd gewonnen door Celtic FC in de finale tegen het Italiaanse Internazionale. Er namen 33 teams deel waaronder 32 kampioenen. Real Madrid was als titelverdediger rechtstreeks geplaatst voor de tweede ronde. Voor het eerst nam er een team uit de Sovjet-Unie deel.

## Voorronde
| Team #1          | Tot.   | Team #2             | 1ste wed | 2de wed |
| ---------------- | ------ | ------------------- | -------- | ------- |
| Sliema Wanderers | 1 - 6  | CSKA Sofia          | 1 - 2    | 0 - 4   |
| Waterford FC     | 1 - 12 | ASK Vorwärts Berlin | 1 - 6    | 0 - 6   |

## Eerste Ronde
| Team #1             | Tot.   | Team #2                    | 1ste wed | 2de wed | Play-off |
| ------------------- | ------ | -------------------------- | -------- | ------- | -------- |
| Malmö FF            | 1 - 5  | Atlético Madrid            | 0 - 2    | 1 - 3   |          |
| Admira Energie Wien | 0 - 1  | FK Vojvodina               | 0 - 1    | 0 - 0   |          |
| KR Reykjavík        | 4 - 8  | FC Nantes Atlantique       | 2 - 3    | 2 - 5   |          |
| Celtic FC           | 5 - 0  | FC Zürich                  | 2 - 0    | 3 - 0   |          |
| Ajax                | 4 - 1  | Beşiktaş JK                | 2 - 0    | 2 - 1   |          |
| Liverpool FC        | 3 - 3  | Petrolul Ploiești          | 2 - 0    | 1 - 3   | 2 - 0    |
| Esbjerg fB          | 0 - 6  | AS Dukla Praag             | 0 - 2    | 0 - 4   |          |
| Haka Valkeakoski    | 1 - 12 | RSC Anderlecht             | 1 - 10   | 0 - 2   |          |
| Internazionale      | 1 - 0  | Torpedo Moskou             | 1 - 0    | 0 - 0   |          |
| Vasas SC            | 7 - 0  | Sporting Clube de Portugal | 5 - 0    | 2 - 0   |          |
| TSV 1860 München    | 10 - 1 | Omonia Nicosia             | 8 - 0    | 2 - 1   |          |
| Vålerenga IF        | (w/o)  | 17 Nëntori Tirana          | -        | -       |          |
| Aris Bonnevoie      | 4 - 9  | Linfield FC                | 3 - 3    | 1 - 6   |          |
| CSKA Sofia          | 3 - 2  | Olympiakos Piraeus         | 3 - 1    | 0 - 1   |          |
| Górnik Zabrze       | 3 - 3  | ASK Vorwärts Berlin        | 2 - 1    | 1 - 2   | 3 - 1    |

## Tweede Ronde
| Team #1              | Tot.  | Team #2        | 1ste wed | 2de wed | Play-off |
| -------------------- | ----- | -------------- | -------- | ------- | -------- |
| Atlético Madrid      | 3 - 3 | FK Vojvodina   | 3 - 1    | 0 - 2   | 2 - 3    |
| FC Nantes Atlantique | 2 - 6 | Celtic FC      | 1 - 3    | 1 - 3   |          |
| Ajax Amsterdam       | 7 - 3 | Liverpool FC   | 5 - 1    | 2 - 2   |          |
| AS Dukla Praag       | 6 - 2 | RSC Anderlecht | 4 - 1    | 2 - 1   |          |
| Internazionale       | 4 - 1 | Vasas SC       | 2 - 1    | 2 - 0   |          |
| TSV 1860 München     | 2 - 3 | Real Madrid    | 1 - 0    | 1 - 3   |          |
| Vålerenga IF         | 2 - 5 | Linfield FC    | 1 - 4    | 1 - 1   |          |
| CSKA Sofia           | 4 - 3 | Górnik Zabrze  | 4 - 0    | 0 - 3   |          |

## Kwartfinale
| Team #1        | Tot.  | Team #2        | 1ste wed | 2de wed |
| -------------- | ----- | -------------- | -------- | ------- |
| FK Vojvodina   | 1 - 2 | Celtic FC      | 1 - 0    | 0 - 2   |
| Ajax Amsterdam | 2 - 3 | AS Dukla Praag | 1 - 1    | 1 - 2   |
| Internazionale | 3 - 0 | Real Madrid    | 1 - 0    | 2 - 0   |
| Linfield FC    | 2 - 3 | CSKA Sofia     | 2 - 2    | 0 - 1   |

## Halve Finale
| Team #1        | Tot.  | Team #2        | 1ste wed | 2de wed | Play-off |
| -------------- | ----- | -------------- | -------- | ------- | -------- |
| Celtic FC      | 3 - 1 | AS Dukla Praag | 3 - 1    | 0 - 0   |          |
| Internazionale | 2 - 2 | CSKA Sofia     | 1 - 1    | 1 - 1   | 1 - 0    |

## Finale
| Team #1   | Res.  | Team #         |
| --------- | ----- | -------------- |
| Celtic FC | 2 - 1 | Internazionale |

Estádio Nacional, Lissabon
25 mei 1967

Opkomst: 45 000 toeschouwers

Scheidsrechter:  Kurt Tschenscher (West-Duitsland)

Scorers: 6' Sandro Mazzola 0-1, 63' Tommy Gemmell 1-1, 84' Stevie Chalmers 2-1
Celtic (trainer Jock Stein):

Ronnie Simpson; Jim Craig, Tommy Gemmell; Bobby Murdoch, Billy McNeill (c), John Clark; Jimmy Johnstone, William Wallace, Stevie Chalmers, Bertie Auld, Robert Lennox

Internazionale (trainer Helenio Herrera) 

Giuliano Sarti; Tarcisio Burgnich, Giacinto Facchetti; Giancarlo Bedin, Aristide Guarneri, Armando Picchi (c); Angelo Domenghini, Sandro Mazzola, Renato Cappellini, Mauro Bicicli, Mario Corso

## Kampioen
| Europacup I – Seizoen 1966/67 |
| ----------------------------- |
| Celtic FC 1ste titel          |